# Gajusz Juliusz Azizos
Gajusz Juliusz Azizos, łac. Gaius Iulius Azizus (ur. I w., zm. 54) − król-kapłan Emesy.
Azizos był synem króla-kapłana Sampsigeramusa II i Jotapy. Miał młodszego brata Gajusza Juliusza Sohemusa i dwie siostry: Jotapę i Julię Mesę. Na tronie w Emesie zasiadł po śmierci ojca w 42. Źródła historyczne są skąpe w informacje o panowaniu Aziza. W 51 miał poślubić księżniczkę z dynastii herodiańskiej Druzyllę. Warunkiem było przejście na judaizm i cyrkumcyzja. Po roku Azizos rozwiódł się z Druzyllą, która poślubiła rzymskiego namiestnika Judei Antoniusza Feliksa. Azizos zmarł w 54. Jego następcą został brat Gajusz Juliusz Sohemus.